# مزدآباد
مزدآباد روستایی در دهستان نیمبلوک بخش نیمبلوک شهرستان قائنات استان خراسان جنوبی ایران است. بر پایه سرشماری عمومی نفوس و مسکن در سال ۱۳۹۰ جمعیت این روستا ۲۲۲ نفر (در ۸۴ خانوار) بوده‌است.